# 귀여운 여인 (2001년 드라마)
《귀여운 여인》은 2001년 1월 8일부터 2001년 2월 27일까지 방영된 한국방송공사 월화 미니시리즈로, 어려운 환경 속에서도 자신의 꿈과 사랑을 일구어가는 한 여인의 삶을 밝고 건강하게 그렸다. 담당 PD 윤창범은 이 작품으로 통해 처음 미니시리즈 연출을 맡았다.

## 등장 인물

### 주요 인물
- 박선영 : 한수리 역
- 안재모 : 김준휘 역
- 이창훈 : 김훈 역
- 김채연 : 독고진 역

### 그 외 인물
- 윤기원 : 김기정 역
- 장항선 : 수리의 아버지 역
- 이덕희 : 수리의 어머니 역
- 권기선 : 수리의 계모 역
- 안문숙 : 손현숙 역
- 오욱철 : 독고전무의 심복 역
- 김창완 : 김일만 역 (일만가방 사장)
- 주용만 : 박 대리 역
- 이의정 : 정연숙 역
- 최영완
- 최란 : 최미나 역
- 최종원 : 독고 전무 역
- 정욱 : 김 회장 역
- 정종준 : 김 회장의 심복 역
- 이혜련 : 오여진 역

## 참고 사항
- 당초 30대의 사랑 이야기를 다룰 예정이었지만 성인층 드라마인 SBS 《루키》와 MBC 《아줌마》를 피하기 위해 젊은이들 이야기로 급선회했다.[1]
- 《토마토》를 표절했다는 시청자들의 비난도 쏟아졌으나 SBS 《여인천하》와 MBC 《아줌마》와의 경쟁 속에서 시청률 25%을 기록했다.
- 이창훈은 《귀여운 여인》 후속작인 《비단향꽃무》에서 이 드라마의 담당 PD 박찬홍와의 각별한 인연으로 4회까지 나오고 죽는 역으로 출연했다.[2]